# Sithon anaximander
Sithon anaximander är en fjärilsart som beskrevs av Hans Fruhstorfer 1912. Sithon anaximander ingår i släktet Sithon och familjen juvelvingar. Inga underarter finns listade i Catalogue of Life.